# الیزا کارتی
الیزا کارتی (انگلیسی: Eliza Carthy؛ زادهٔ ۲۳ اوت ۱۹۷۵) موسیقی‌دان، خواننده-ترانه‌پرداز اهل بریتانیا است. وی از سال ۱۹۸۷ میلادی تاکنون مشغول فعالیت بوده‌است.